# Hannah van der Westhuysen
Hannah van der Westhuysen (Londra, 26 agosto 1995) è un'attrice britannica. È principalmente nota per l'interpretazione di Stella nella serie televisiva Fate - The Winx Saga.

## Biografia
Hannah van der Westhuysen è nata ad Hammersmith e Fulham, una municipalità di Londra, situata nella zona occidentale della città, da madre britannica e padre australo-sudafricano. Ha seguito un corso di recitazione alla London Academy of Music and Dramatic Art, per poi continuare a formarsi come attrice al Drama Centre London, parte della Central Saint Martins, dove si è laureata nel 2018.

## Carriera
Ha iniziato a recitare in giovane età, nel 2004, quando è apparsa in un episodio della serie Keen Eddie. Ha ottenuto poi un ruolo da protagonista nel 2005, nella serie The Fugitives, dove ha interpretato Fleecey Keaton. È apparsa al cinema nel 2020 nel film La baia del silenzio. Dal 2021 al 2022 è nel cast di Fate - The Winx Saga, adattamento live-action del cartone animato Winx Club, in cui ricopre il ruolo di Stella.

## Filmografia

### Cinema
- La baia del silenzio (The Bay of Silence), regia di Paula van der Oest (2020)
- Lamborghini - The Man Behind the Legend (Lamborghini: The Man Behind the Legend), regia di Bobby Moresco (2022)

### Televisione
- Keen Eddie – serie TV, episodio 1x09 (2004)
- Frankenstein – miniserie TV, puntate 1x01-1x02 (2004)
- The Fugitives – serie TV, 7 episodi (2005)
- Grantchester – serie TV, episodio 5x01 (2020)
- Fate - The Winx Saga – serie TV, 13 episodi (2021-2022)
- Vacanze italiane (A Little Italian Vacation), regia di Felipe Torres Urso – film TV (2021)
- The Sandman – serie TV, episodio 1x03 (2022)

### Video musicali
- No Man's Land di Joss Stone feat. Jeff Beck, regia di Rupert Bryan (2015)

## Doppiatrici italiane
Nelle versioni in italiano delle opere in cui ha recitato, Hannah van der Westhuysen è stata doppiata da:
- Margherita De Risi[4] in Fate - The Winx Saga[5]
- Francesca Manicone[6] in The Sandman[7]
- Federica Simonelli[8] in Lamborghini - The Man Behind the Legend[9]